# Patroclo (ammiraglio)
Patroclo (in greco antico: Πάτροκλος?, Pátroklos; fl. III secolo a.C.) è stato un militare e sacerdote macedone antico, attivo sotto Tolomeo II Filadelfo.

## Biografia
Figlio di un certo Patrono e proveniente dalla Macedonia, Patroclo successe nel marzo del 271 a.C. a Callicrate come sacerdote eponimo di Alessandro. Insieme a Callicrate fece parte di una delegazione egizia che si assicurò il controllo di alcune isole e città del mar Egeo prima dell'inizio della guerra cremonidea. Patroclo fu mandato a Creta con il titolo di strategos: andò prima a Itanos, dove ricevette la proxenia, la cittadinanza e il titolo di benefattore della città, e poi a Olos, dove ricevette solamente la proxenia e il titolo di benefattore.
Fu in seguito l'ammiraglio della flotta che Tolomeo II Filadelfo aveva inviato nel mar Egeo contro il regno di Macedonia; Patroclo fu quindi l'ammiraglio della flotta egizia durante la battaglia di Cos (262-255 a.C.), nella quale fu sconfitto dal re macedone Antigono II Gonata in persona.